# Simopone gressitti
Simopone gressitti är en myrart som beskrevs av Taylor 1965. Simopone gressitti ingår i släktet Simopone och familjen myror. Inga underarter finns listade i Catalogue of Life.